# Дзусі (Канаґава)

35°17′44″ пн. ш. 139°34′49″ сх. д. / 35.29556° пн. ш. 139.58028° сх. д.
Дзу́сі (яп. 逗子市, ずしし, МФА: [d͡zuɕi ɕi̥]) — місто в Японії, в префектурі Канаґава.

## Короткі відомості
Розташоване в південно-східній частині префектури, на березі Саґамської затоки, на заході півострова Міура. Виникло на основі сільських поселень раннього нового часу. 1924 року отримало статус містечка. Протягом 1943–1950 років перебувало у складі міста Йокосука. Отримало статус міста 1954 року. Основою економіки є рибальство, харчова промисловість, комерція. Оспіване в творах японського новеліста Токутомі Рока. Станом на 1 квітня 2009 площа міста становила 17,34 км². Станом на 1 липня 2011 населення міста становило 58 335 осіб.

## Міста-побратими
- Сібукава, Японія (1979)
- Nazaré, Португалія (2004)